# Square Dampierre - Rouvet
Le square Dampierre - Rouvet est un espace vert du 19e arrondissement de Paris.

## Situation et accès
Le square est situé entre la rue Dampierre et la rue Rouvet.
Il est desservi par la ligne 7 à la station Corentin Cariou.

## Origine du nom
Il doit son nom à la proximité des rues Dampierre et Rouvet.

## Historique
Ouvert en 1968, il mesure 902 m2, est ombragé par des tilleuls et est équipé en aire de jeux.